# Julia Kim
Julia Kim, kor. 김 율리에타 (ur. 1784 w Korei, zm. 26 września 1839 w Seulu) – koreańska męczennica chrześcijańska, święta Kościoła katolickiego.
Julia Kim urodziła się na wsi, później jej rodzina przeniosła się do Seulu. Jej rodzice chcieli wydać ją za mąż, ale ona pragnęła pozostać dziewicą i odmówiła. Ażeby podkreślić swoje postanowienie obcięła włosy (co oznaczało kobietę zamężną).
Podczas prześladowań katolików w 1801 roku jej rodzina z powrotem przeniosła się do domu na wsi. Ona sama jednak uciekła i została służącą na królewskim dworze. Ponieważ trudno tam było jej praktykować wiarę, przeniosła się do katolickiego domu. Tkactwem zarobiła pewną ilość pieniędzy za który kupiła mały dom.
Została aresztowana i była torturowana w celu skłonienia jej do wyrzeczenia wiary. Ścięto ją w Seulu w miejscu straceń za Małą Zachodnią Bramą razem z 8 innymi katolikami:  (Magdaleną Hŏ Kye-im, Sebastianem Nam I-gwan, Agatą Chŏn Kyŏng-hyŏb, Karolem Cho Shin-ch’ŏl, Ignacym Kim Che-jun, Magdaleną Pak Pong-son, Perpetuą Hong Kŭm-ju i Kolumbą Kim Hyo-im).
Jej wspomnienie liturgiczne obchodzone jest tradycyjnie w dzienną pamiątkę śmierci i 20 września w grupie 103 męczenników koreańskich.
Beatyfikowana została 5 lipca 1925 przez Piusa XI, kanonizowana w dniu 6 maja 1984 przez Jana Pawła II w grupie męczenników.